# Хавкін Володимир Аронович
Ха́вкін Володи́мир Аро́нович (автентичне ім'я Валдемар Мордехай Волф Хавкін; 15 березня 1860, Одеса — 26 жовтня 1930, Лозанна) — український, французький, швейцарський та індійський бактеріолог єврейського походження. Творець перших вакцин проти чуми та холери.

## Життєпис
Навчався в Одеському університеті (нині — Одеський національний університет імені І. І. Мечникова), звідки був відрахований за участь у політичній організації «Народна воля».
Працював у лабораторії Іллі Мечникова спочатку в Одесі, а пізніше в Парижі. У Франції винайшов протихолерну вакцину. Уряд царської Росії відмовився застосовувати винахід політичного противника російської імперії. Після відмови використовувати протихолерну вакцинацію в низці країн Європи, Володимир Хавкін з 1896 року працював в Індії, де створив першу в історії вакцину проти чуми. Зусилля науковця знайшли підтримку в уряду Великої Британії. Досліди з винайденими вакцинами Хавкін найчастіше проводив на власному організмі. В Індії було вакциновано понад 4 мільйонів людей. Хавкін був призначений головним бактеріологом країни та директором Бомбейської протичумної лабораторії (Мумбаї). Пізніше ця лабораторія була перетворена на інститут Хафкіна (Haffkine Institute).
Володимир Хавкін обраний почесним членом багатьох наукових товариств та академій країн Європи й Азії. За рік до смерті він заповів власні кошти (500 тисяч доларів США) на створення фонду заохочення молодих наукових талантів, який існує й досі.
В Ізраїлі комітет пам'яті Хавкіна організував урочисту посадку 1000 дерев у відомому лісі миру імені Кеннеді, де нині розташований меморіальний гай Володимира Хавкіна.

## Вшанування пам'яті
У містах Бердянськ та Одеса є вулиці Володимира Хавкіна.

## Нагороди
- Медаль Мері Кінгслі від Ліверпульської школи тропічної медицини[en] (1907)[6].